# サッポロホールディングス
サッポロホールディングス株式会社（英語: Sapporo Holdings Limited）は、ビールメーカーのサッポロビールや清涼飲料水メーカーのポッカサッポロフード&ビバレッジなどを傘下に持つ純粋持株会社である。東京都渋谷区恵比寿に本社を置く。
2003年7月1日に、（旧）サッポロビール株式会社から商号変更した。日経平均株価の構成銘柄の一つ。

## 沿革
- 1949年（昭和24年）
  - 9月1日 - 過度経済力集中排除法及び企業再建整備法の適用を受けた大日本麦酒株式会社の決定整備計画に基づき設立され、資本金1億円をもって日本麦酒株式会社として発足[2]。本店所在地は東京都目黒区三田247番地[2]。
  - 10月 - 東京証券取引所上場[2]。
  - 11月 - 大阪証券取引所上場（2003年6月上場廃止）。
  - 12月 - 名古屋証券取引所上場（2003年6月上場廃止）。
- 1950年（昭和25年）4月 - 札幌証券取引所上場[2]。
- 1964年（昭和39年）1月 - サッポロビール株式会社に商号変更[2]。本店を東京都中央区銀座七丁目1番地に移転[2]。
- 1978年（昭和53年）11月 - 本店を東京都中央区銀座七丁目10番1号に移転[2]。
- 1994年（平成6年）9月 - 本店を東京都渋谷区恵比寿四丁目20番1号に移転[2]。
- 2003年（平成15年）7月 - 純粋持株会社へ移行しサッポロホールディングス株式会社へ商号変更[2]。現業部門を新設会社のサッポロビール株式会社に分割[2]。同時に株式交換によりサッポロライオン株式会社を完全子会社化。
- 2007年（平成19年）2月15日 - アメリカ系投資ファンド「スティール・パートナーズ」がサッポロホールディングスの株式を発行済み株式の3分の2にあたる66.7%の保有をめざしTOBを提案したこと、敵対的買収の可能性も否定できない状況であることが各紙で報道された。これに加えて業績低迷、不二家からの生産委託停止等（現在は再開）同業他者との経営統合（特に、かつての同一企業アサヒビール、同じ北海道発祥のオエノンホールディングスが噂された）や業界再編等、一時その去就が注目されたが、業績の維持に努めたことや、スティール側支持者の伸び悩みと短期収益狙いの投資家の資金引きあげもあり、2010年末にはスティール・パートナーズはすべてのサッポロ株を売却し撤退している[5]。
- 2011年（平成23年）3月29日 - 株式会社ポッカコーポレーションを子会社化[2]。
- 2012年（平成24年）1月1日 - 恵比寿ガーデンプレイス株式会社がサッポロ不動産開発株式会社に商号変更。
- 2013年（平成25年）1月1日 - 2012年（平成24年）3月30日に統合推進会社として設立したポッカサッポロフード&ビバレッジ株式会社がサッポロ飲料株式会社並びに株式会社ポッカコーポレーションを吸収合併し、飲料・食品事業を一体化[2]。
- 2016年（平成28年）9月5日 - 宮坂醸造株式会社（現・神州一味噌株式会社）の第三者割当増資を引き受け子会社化[6]。
- 2017年（平成29年）8月31日 - アンカー・ブルーイング・カンパニー（米国・カリフォルニア州）を買収[7]。
- 2019年（平成31年）1月1日 - サッポロインターナショナル株式会社がサッポロビール株式会社に合併され解散[8]。

## 傘下企業
国内酒類事業
- サッポロビール
- 恵比寿ワインマート

国際事業
- SAPPORO U.S.A., INC.（アメリカ）
- ストーン・ブリューイング（英語版）（アメリカ）
- SAPPORO CANADA INC.（カナダ）
- スリーマン（カナダ）
- SAPPORO ASIA PRIVATE LTD.（シンガポール）
- SAPPORO VIETNAM LTD.（ベトナム）
- POKKA CORPORATION (SINGAPORE) PTE. LTD（シンガポール）
- POKKA INTERNATIONAL PTE. LTD.（シンガポール）
- POKKA ACE (MALAYSIA) SDN. BHD.（マレーシア）
- POKKA (MALAYSIA) SDN. BHD.（マレーシア）
- P.T. POKKA DIMA INTERNATIONAL（インドネシア）
- SAPPORO LION (SINGAPORE) PTE. LTD.（シンガポール）

飲料・食品事業
- ポッカサッポロフード&ビバレッジ
  - 沖縄ポッカコーポレーション
- サッポログループ食品
  - フォーモストブルーシール
  - 神州一味噌

外食事業
- サッポロライオン - ビヤホールの運営

銀座ライオン
音楽ビヤプラザライオン
音楽ビヤプラザライオン（おんがくビヤプラザライオン）はサッポロライオンの経営するビヤホールの一形態で、飲食に加えて主にクラシックの生音楽を聴かせる。若手演奏家の登竜門として機能し、赤星啓子、家田紀子、菊地美奈、杣友恵子、牧野真由美、村上敏明、与儀巧、加耒徹、古館由佳子、瀧田亮子など日本でトップクラスの演奏者を数多く育て、輩出している。開店記念日は1988年3月11日。東日本大震災の発生と同じ日という事もあり、震災後はチャリティコンサートを活発に行なっている。
不動産事業
- サッポロ不動産開発
- 東京エネルギーサービス

その他グループ会社
- サッポログループマネジメント - グループ本社機能を担い、関連会社への間接業務サービスを提供する機能分担会社
- サッポログループ物流 - グループの物流機能を担う機能分担会社

かつての傘下企業
- サッポロフーズネット（食品事業を統括していた中間持株会社。2016年12月20日付で清算結了[10]）
  - サッポロファインフーズ（スナック菓子の製造・販売。2014年6月4日付で清算結了[11]）
- サッポロインターナショナル（国際事業を統括していた中間持株会社。2019年1月1日付でサッポロビールに吸収合併され解散[8]）
- ポッカクリエイト（カフェチェーンの運営。2022年4月1日付でサッポログループ食品がカフェ・ベローチェなどを運営するC-Unitedに全株式を譲渡[12]）